# Rina Morelli
Elvira Morelli (Nápoles, 6 de dezembro de 1908 — Roma, 17 de julho de 1976) foi uma atriz italiana de cinema e teatro. Já apareceu em 34 filmes entre 1939 e 1976.